# Comuna Nohacivka, Slavuta
Nohacivka (în ucraineană Ногачівка) este o comună în raionul Slavuta, regiunea Hmelnîțkîi, Ucraina, formată din satele Deatîlivka și Nohacivka (reședința).

## Demografie
Componența lingvistică a comunei Nohacivka
     Ucraineană (99,4%)
     Alte limbi (0,6%)
Conform recensământului din 2001, majoritatea populației comunei Nohacivka era vorbitoare de ucraineană (99,4%), existând în minoritate și vorbitori de alte limbi.